# Kim Young-ho
Kim Young-ho (* 9. April 1971 in Nonsan) ist ein ehemaliger südkoreanischer Florettfechter, der im Jahr 2000 Olympiasieger wurde.

## Erfolge
Kim Young-ho gewann bei Asienspielen mehrere Medaillen. Mit der Mannschaft sicherte er sich 1994 in Hiroshima Gold, 1998 in Bangkok Bronze und 2002 in Busan Silber. Im Einzel holte er 1998 in Bangkok Silber. Weitere Medaillen gewann er bei Weltmeisterschaften. Im Einzel gewann er 1997 in Kapstadt Silber und 1999 in Seoul Bronze sowie Bronze im Mannschaftswettbewerb 1998 in La Chaux-de-Fonds.
Insgesamt dreimal nahm Kim an Olympischen Spielen teil. 1992 erreichte er in Barcelona den 37. Rang im Einzel sowie den achten Rang mit der Mannschaft. Bei den Olympischen Spielen 1996 in Atlanta unterlag er im Viertelfinale dem späteren Olympiasieger Alessandro Puccini mit 14:15 und schloss den Wettbewerb auf dem achten Rang ab. Mit der Mannschaft wurde er Siebter. Vier Jahre darauf erreichte er unter anderem nach Siegen über Serhij Holubyzkyj im Viertelfinale und Dmitri Schewtschenko im Halbfinale das Gefecht um die Goldmedaille. In diesem besiegte er Ralf Bißdorf mit 15:14 und wurde Olympiasieger.